# Виноградне (Охтирський район)
Виноградне — селище в Україні, в Тростянецькій міській громаді Охтирського району Сумської області. Населення становить 54 осіб. Колишній орган місцевого самоврядування — Буймерська сільська рада.

## Географія
Селище Виноградне знаходиться біля витоків річки Буймер. За 2 км розташоване село Зубівка, за 2,5 км — село Буймер. До селища примикає великий лісовий масив (дуб). Поруч проходить автомобільна дорога Т 1913.

## Історія
До 2016 року село носило назву Радгоспне.